# Stary cmentarz żydowski w Kałuszynie
Stary cmentarz żydowski w Kałuszynie – kirkut mieścił się w Kałuszynie przy ul. Pocztowej. Powstał w XIX wieku. W czasie okupacji został zdewastowany przez hitlerowców. Po 1945 na terenie kirkutu wybudowano gmach Urzędu Miejskiego i drogę publiczną.

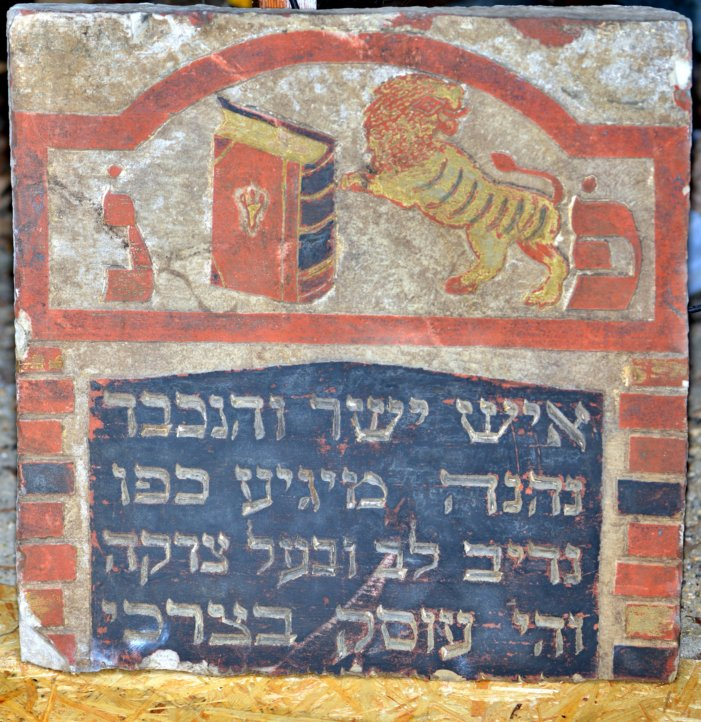
Macewa pochodząca ze starego cmentarza żydowskiego w Kałuszynie.